# Faustino Oramas
Faustino Osorio, rovněž známý jako El Guayabero (4. června 1911 – 27. března 2007) byl kubánský zpěvák. Narodil se ve městě Holguín a od rodiny odešel ve svých patnácti letech. Brzy začal po různých místech vystupovat sólově nebo s kapelou. Roku 1997 přispěl písní „Candela“ na album Buena Vista Social Club. Mezi jeho další písně patří například „Marieta“ a „El Rey del Tumbaito“. Zemřel na karcinom jater ve věku 95 let.